# ترابری ریلی پنانگ هیل
ترابری ریلی پنانگ هیل (به انگلیسی: Penang Hill Railway) یک قطار کابلی در حومهٔ شهر جرج تاون، در ایالت پنانگ، مالزی است که از ایر ایتام به سمت ارتفاعات پنانگ هیل بالا می‌رود. این ترابری ریلی ابتدا در سال ۱۹۲۳ به عنوان ترابری ریلی دو مقطعی افتتاح شد، و سیستم در سال ۲۰۱۰ تعمیرات اساسی گردید. کل مدت مسیر می‌تواند بین پنج تا بیست دقیقه طول بکشد. واگن قطار کابلی از ایستگاه پایینی به صورت مستقیم به ایستگاه بالایی حرکت می‌کند، ولی ممکن است در صورت درخواست، در ایستگاه‌های بین راهی توقف کند.